# Microsoft Security Essentials
Microsoft Security Essentials (també conegut com per les inicials MSE) és un software antivirus gratuït creat i desenvolupat per Microsoft i proporciona protecció contra virus i malware als sistemes operatius Windows, concretament a Windows XP, Windows Vista i Windows 7.
Inicialment era conegut com a Morro, llançat el novembre de l'any 2008, i va provocar la inhabilitació de Microsoft Live OneCare, un fracàs de Microsoft que només va aconseguir un 2% de quota de mercat.

A diferència de MS Live OneCare, Morro tenia un gran avantatge, era gratuït.

El setembre de 2009 es va publicar la primera versió, la 1.0.1611. L'ultima_versio és la 4.10.0209.0
Un dels avantatges de MSE respecte altres antivirus és la seva completa integració amb els sistemes operatius Windows XP, Vista i 7 i el seu baix consum de recursos.